# St. Katharina (Bürden)

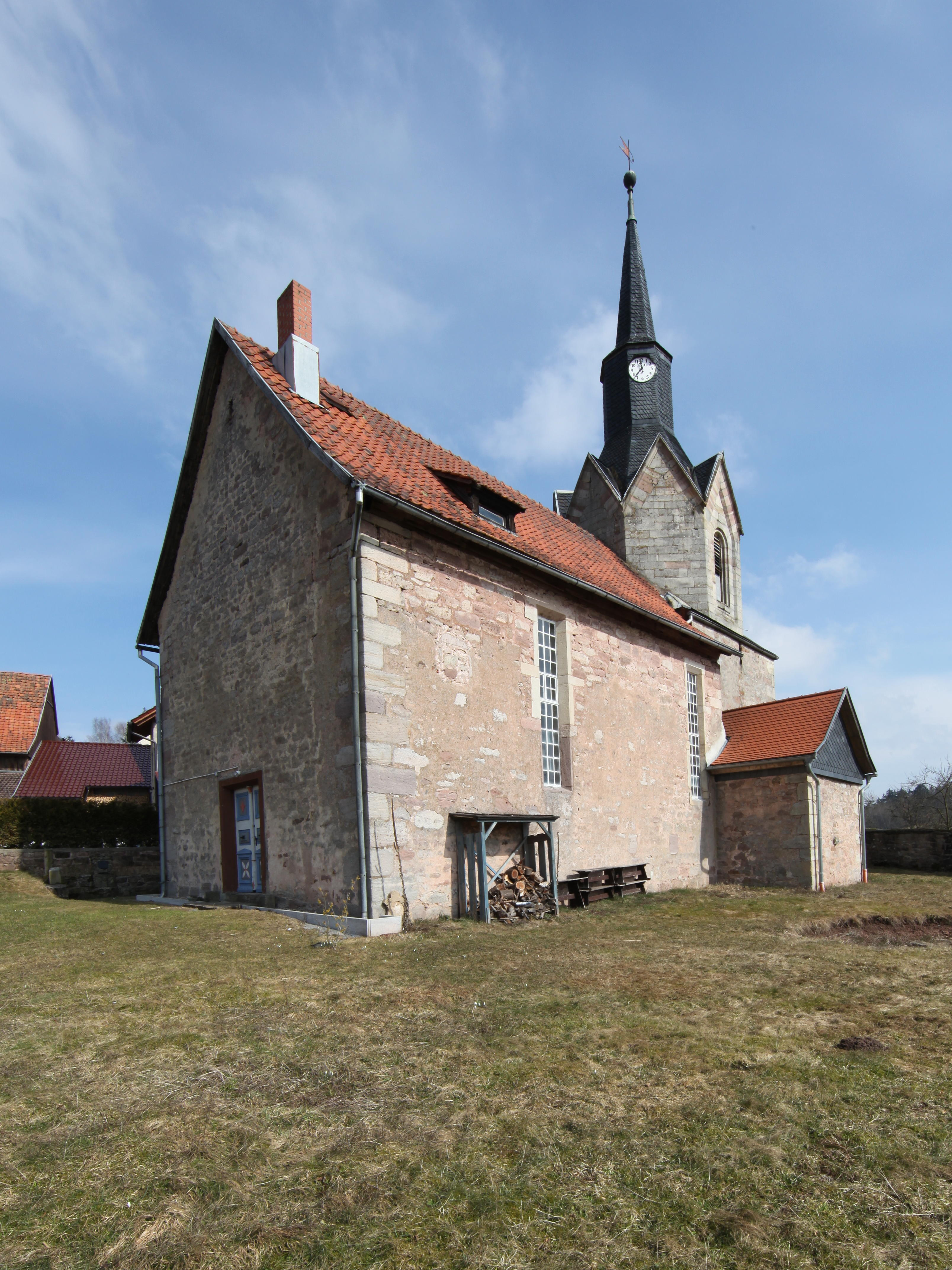
St. Katharina

Die denkmalgeschützte evangelische Kirche St. Katharina steht im Ortsteil Bürden der Stadt Hildburghausen im Landkreis Hildburghausen in Thüringen.

## Baugeschichte
Die Kirche wurde erstmals 1409 erwähnt. Aus dieser Zeit stammt der Chorraum unter dem Kirchturm. Der wurde im 19. Jahrhundert mit einem Geschoss aufgestockt, das mit acht Giebeln und einem verschieferten, achteckigen Dachreiter neoromanisch gestaltet wurde. 1493 erfolgte ein Umbau des Gotteshauses. Dabei entstand neben dem Chorraum die Sakristei mit einem rippenlosen Kreuzgewölbe. Aus der Zeit stammt auch das Langhaus, das 1837 erhöht wurde und eine Flachdecke erhielt. Spätgotisch gestaltet sind die Spitzbogenfenster im Chor, der Triumphbogen zwischen dem Chor mit seinem spitzbögigen Gewölbe und dem Langhaus sowie das Sakramenthäuschen an der Nordwand. Das Eingangsportal war ursprünglich an der Nordseite und wurde in die Westwand verlegt. Der schlichte Innenraum ist seit 1988 in weißen und roten Farbtönen gefasst.

## Ausstattung
Eine kleine, einmanualige Orgel befindet sich auf der Empore. Michael Schmidt aus Schmiedefeld baute sie im Jahr 1838. Im Kirchturm hängen drei Stahlglocken, die 1920 als Ersatz für im Ersten Weltkrieg abgegebenen Glocken gegossen wurden.